# Ciclone Numa
Ciclone Numa, também conhecido como Medicane Numa, foi um ciclone tropical mediterrâneo com propriedades de um ciclone subtropical. Numa formou-se no dia 11 Novembro de 2017 a oeste das Ilhas Britânicas, fora dos remanescentes extratropicais da tempestade tropical Rina, a décima sétima tempestade nomeada da temporada de furacões no Atlântico de 2017. Posteriormente, no dia 17 Novembro, Numa adquiriu características subtropicais antes de atingir o pico de intensidade em 18 Novembro, tornando-se um raro " medicane ". Depois de atingir a Grécia em 18 de novembro, Numa enfraqueceu rapidamente e mais tarde foi absorvido por outra tempestade extratropical em 20 de novembro. As inundações desencadeadas por Numa tornaram-se o pior evento climático que a Grécia sofreu desde 1977, e a tempestade causou cerca de 100 milhões de dólares (USD 2017) em danos na Europa.
O Observatório Nacional de Atenas nomeou o sistema Zenon.

## História meteorológica
Em 12 de novembro, a Universidade Livre de Berlim nomeou Numa um sistema de baixa pressão sobre as Ilhas Britânicas. Movendo-se para sudeste, Numa atravessou rapidamente o sul das Ilhas Britânicas, e depois França e Itália, antes de se dividir em dois centros de baixa pressão – Numa I e Numa II – em 13 Novembro. Numa II foi o mais forte dos dois, rastreando o centro do Mar Adriático, paralelo à costa italiana e atingindo um pico inicial de intensidade de 995 hPa (29.4 inHg) naquele dia. Às 14 Em novembro, o centro de baixa pressão Numa I se dissipou e Numa II dominou o sistema, e o sistema foi referido simplesmente como "Numa", embora estivesse localizado no Mediterrâneo aberto, a oeste da Grécia.
Posteriormente, Numa diminuiu a velocidade e virou para o sul, cruzando o sul da Itália e emergindo ao norte da Sicília, antes de parar sobre a ilha em 15 de setembro. Novembro. Limpando a Sicília para sudeste em 16 Novembro, Numa começou a ganhar características subtropicais, embora situada na costa oeste da Grécia, embora em 16 de novembro o sistema ainda fosse extratropical. Por esta altura, alguns modelos informáticos previram que Numa poderia em breve fazer a transição para um ciclone subtropical ou tropical de núcleo quente, o que traria ventos mais fortes e mais inundações repentinas para a Grécia se isso ocorresse.
Em 17 de novembro, Numa estagnou no Mar Jônico e perdeu completamente o seu sistema frontal. Na tarde do mesmo dia, a Météo France tuitou que Numa havia atingido o status de depressão subtropical do Mediterrâneo. De acordo com a ESTOFEX, Numa apresentou numerosos 45 kn (83 km/h; 52 mph; 45 kn) bandeiras de ventos sustentados de 10 minutos em dados de satélite. Durante as horas seguintes, Numa continuou a fortalecer-se, antes de atingir o seu pico de intensidade em 18 de novembro. Entre as 18h00 UTC de 17 de novembro e as 5h00 UTC de 18 de novembro, Numa adquiriu características tropicais evidentes; entre 22h UTC de 17 de novembro e 01h00 UTC de 18 de novembro, Numa começou a exibir uma estrutura semelhante a um furacão ; ESTOFEX ainda relatou ventos sustentados de 10 minutos de 45 kn (83 km/h; 52 mph; 45 kn) mais ou menos nessa época. Na época do pico de Numa, a tempestade tinha uma estrutura ocular clara e bem definida, com a Administração Nacional Oceânica e Atmosférica notando uma parede ocular semelhante à de um furacão. O satélite ASCAT indicou que a tempestade teve ventos sustentados de 1 minuto de 55 kn (102 km/h; 63 mph; 55 kn), equivalente à intensidade da tempestade tropical, embora os ventos reais possam ter sido mais fortes, devido ao pequeno diâmetro da tempestade. Mais tarde, no mesmo dia, Numa atingiu a Grécia, produzindo uma tempestade no Golfo de Patras e rajadas de vento prejudiciais, antes de enfraquecer rapidamente para uma área de baixa pressão. Posteriormente, o sistema emergiu no Mar Egeu em 19 de novembro. Em 20 de novembro, Numa foi absorvido por outra tempestade extratropical que se aproximava do norte.

## Impacto
Antes da chegada de Numa, chuvas invulgarmente fortes de outros sistemas de tempestades afectavam a Grécia continental durante cerca de uma semana, levando a algumas inundações localizadas. A brigada de bombeiros recebeu mais de 600 chamadas relacionadas com inundações nos dias anteriores à chegada de Numa, despachando mais de 200 bombeiros em 55 veículos para aldeias de todo o país para ajudar.
Numa esteve ligada a chuvas excepcionalmente fortes nos Balcãs em meados de Novembro, que duraram mais de uma semana, matando pelo menos 21 pessoas na Grécia, sendo Atenas a área mais afectada. No entanto, o Observatório Nacional de Atenas não associou as inundações a Numa, nomeando uma baixa anterior que iniciou as inundações de Eurídice.
As inundações associadas a Numa tornaram-se o evento climático mais mortal que a Grécia experimentou desde 1977.
Numa começou a trazer fortes chuvas para áreas já saturadas dos Bálcãs a partir de 15 Novembro, causando graves inundações, especialmente na Grécia continental central. Às 16 Em Novembro, pelo menos 16 pessoas morreram nas inundações nas cidades de Mandra, Megara e Nea Peramos, a oeste de Atenas, com cinco pessoas desaparecidas. Muitos dos mortos eram moradores idosos que não conseguiram escapar de suas casas, pois as enchentes aumentaram rapidamente. Em 19 de Novembro, o número de mortos na Grécia aumentou para 19, enquanto 3 pessoas continuavam desaparecidas. Em 21 de novembro, o número de mortos aumentou para 21, com 1 homem ainda desaparecido.
Pelo menos 86 pessoas foram resgatadas e pelo menos 37 pessoas foram hospitalizadas em toda a Grécia, e mais de um terço dos edifícios foram destruídos na cidade de Nea Peramos, incluindo mais de 1.000 casas. Milhares de casas ficaram sem electricidade ou água corrente depois de terem sido inundadas por mais de um metro de cheia, tendo a rede eléctrica nacional sofrido graves danos. Mais de 20 escolas permaneceram fechadas em 17 Novembro, com previsão de novas inundações, enquanto Numa estagnava na costa grega.
No rescaldo das inundações, o primeiro-ministro grego Alexis Tsipras declarou três dias de luto nacional e estado de emergência, dizendo que era "o mínimo que podemos fazer". Alimentos, água e cobertores foram distribuídos às vítimas nas cidades mais afetadas. O vice-governador da região mais afetada da Ática Ocidental, Yiannis Vassileiou, comparou as enchentes às Cataratas do Niágara, enquanto a prefeita de Mandra, Yianna Krikouki, referiu-se às enchentes como "bíblicas", com as enchentes não deixando "nada de pé" na cidade. O presidente da Comissão Europeia, Jean-Claude Juncker, o presidente francês, Emmanuel Macron, e o vice-primeiro-ministro turco, Hakan Çavuşoğlu, expressaram as suas condolências ao povo da Grécia, após a tragédia. Um navio de cruzeiro com 364 cabines foi posteriormente inaugurado como abrigo para os desabrigados pelo desastre.